# Acodiplodis
Acodiplodis is een muggengeslacht uit de familie van de galmuggen (Cecidomyiidae).

## Soorten
- A. inulae (Loew, 1847)
- A. pulicariae Kieffer, 1913